# Phebalium stenophyllum
Phebalium stenophyllum es una especie de arbusto o pequeño árbol perteneciente a la familia de las rutáceas. Es originaria de Nueva Gales del Sur en Australia.

## Descripción
Es un arbusto de hojas estrechas que alcanza un tamaño de 1-1,5 m de altura, con tallos ± escamas de color marrón. Las hojas lineales oblongas, ± cilíndricas, de 0,4-2 cm de largo, 0,8-2 mm de ancho, el ápice obtuso, el margen recurvado, la superficie superior ± glabra (con escamas en su juventud), el envés estrellado-escamoso, pero a menudo oscurecida por los márgenes revolutos. Las inflorescencias con 3-10 flores, sésiles; pedicelos delgados, de 3-8 mm de largo. Hemisférica, suave. Pétalos 3,5-4,5 mm de largo, con escamas plateadas y oxidado fuera.

## Taxonomía
Phebalium stenophyllum fue descrita por (Benth.) Maiden & Betche y publicado en A Census of New South Wales Plants 116, en el año 1916.
Sinonimia
- Phebalium squamulosum var. stenophyllum Benth. basónimo
- Eriostemon stenophyllus (Benth.) F.Muell.[3]